# Carter Braxton
Carter Braxton (ur. 16 września 1736, zm. 10 października 1797) – amerykański polityk i mąż stanu.
Od lutego do sierpnia 1777 roku był przedstawicielem stanu Wirginia w Kongresie Kontynentalnym. Był również jednym z sygnatariuszy Deklaracji Niepodległości Stanów Zjednoczonych.